# Rio Issel

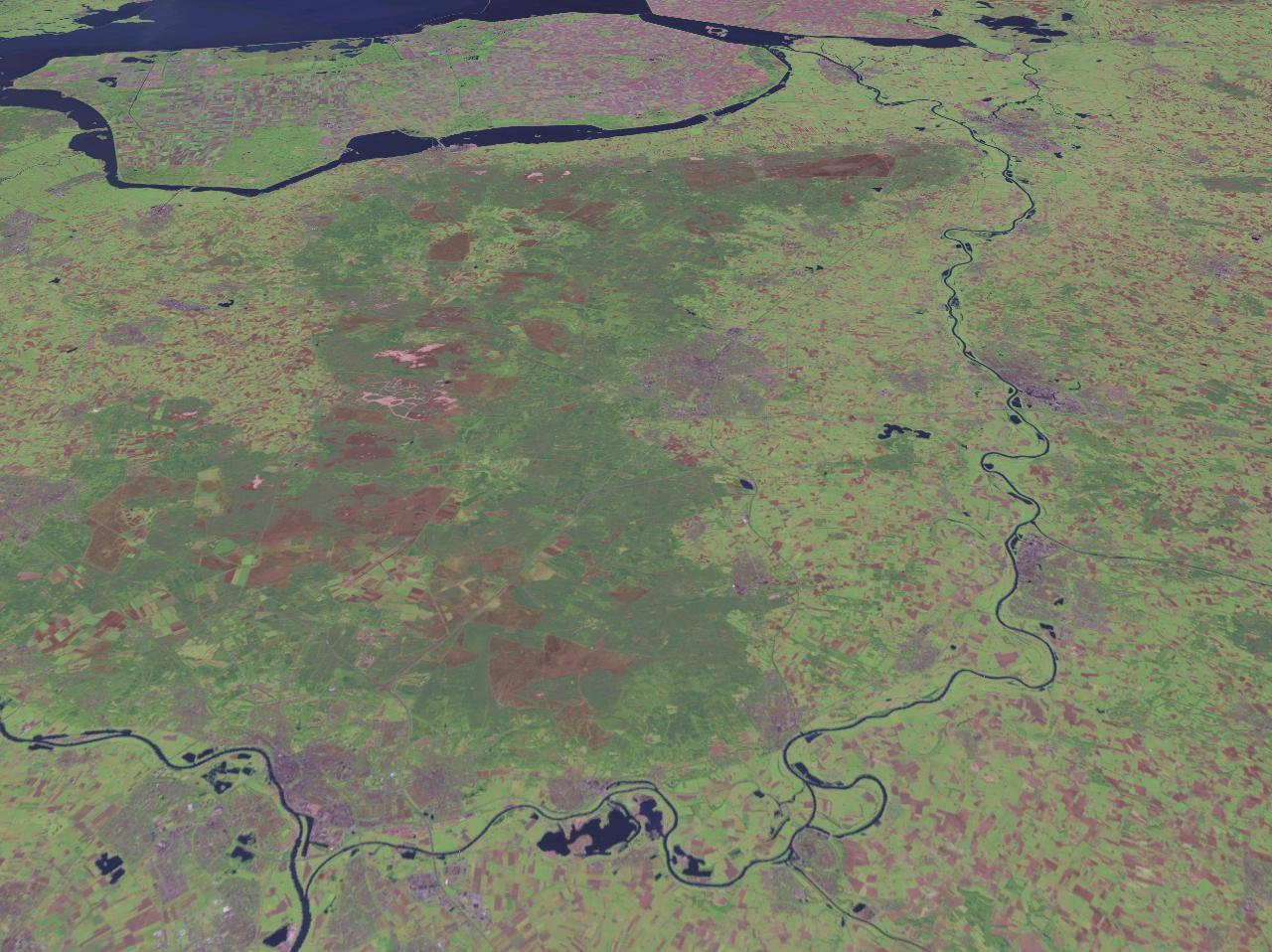
O Issel em imagem de satélite.

O Issel (IJssel, em neerlandês; Issel ou Ijssel, em alemão) é um rio dos Países Baixos que corre nas províncias de Guéldria e Overissel, com 125 km de comprimento. É um braço do rio Reno, do qual se separa perto de Westervoort e segue para norte, até desaguar no lago Issel (IJsselmeer). O Issel é um dos três principais distributários em que se divide o Reno logo após cruzar a fronteira germano-neerlandesa; os outros dois são o Baixo Reno e o Waal.
O Issel é por vezes chamado de Gelderse IJssel ("Issel da Guéldria"), para evitar confusão com o Hollandse IJssel, um rio homônimo que corre no oeste dos Países Baixos.

## Etimologia
Uma das antigas formas do Issel era Isala, derivada do nome dos francos sálios.

## História
O curso superior do Issel era formado antigamente pelo Velho Issel (Oude IJssel, em neerlandês; Alte Issel, em alemão), e não pelo trecho entre Westervoort e Doesburg, como é hoje. Este último trajeto foi aberto provavelmente em cerca de 12 a.C. Naquele ano, o general romano Druso ligou o Reno ao Velho Issel por um canal chamado Fossa Drusiana. É este canal que se tornou o curso superior atual do Issel, ligando-o ao delta do Reno. Os romanos abriram este escoadouro com o objetivo de deslocar sua fronteira do Reno para o Elba, o que não lograram fazer. 
O Velho Issel ainda é o segundo maior tributário do Issel, após o Reno.

## Geografia
As cidades principais ao longo do Issel são Zutphen, Deventer e Kampen. Zwolle é também considerada como sendo banhada pelo Issel, mas na verdade está mais próxima do Zwarte Water.
Até a altura de Deventer, o Issel se encontra inteiramente na Guéldria. Entre Deventer e Hattem, o rio forma a divisa entre a Guéldria e Overissel, exceto em algumas porções do trajeto, que entram em Overissel (Deventer, Olst-Wijhe), bem como o curso inferior a partir de Hattem. Depois de Kampen e IJsselmuiden, o rio formava um pequeno delta, mas com exceção do Keteldiep (o curso principal), todos os outros ramos foram represados ao longo dos séculos.

## Galeria de imagens

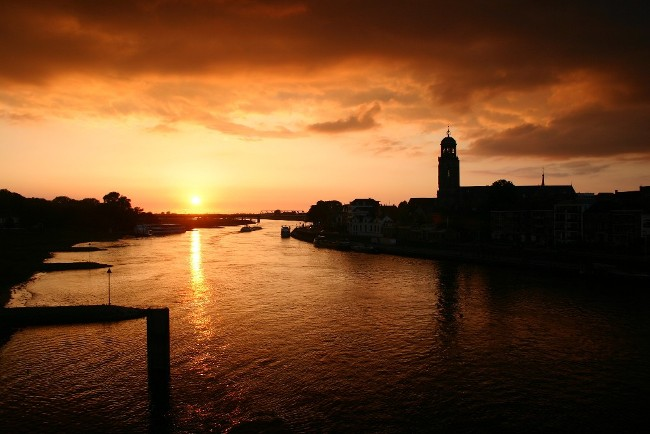
O Ĳssel em Deventer
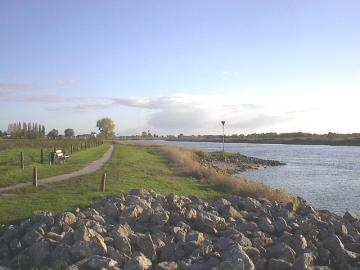
O Ĳssel em Wijhe
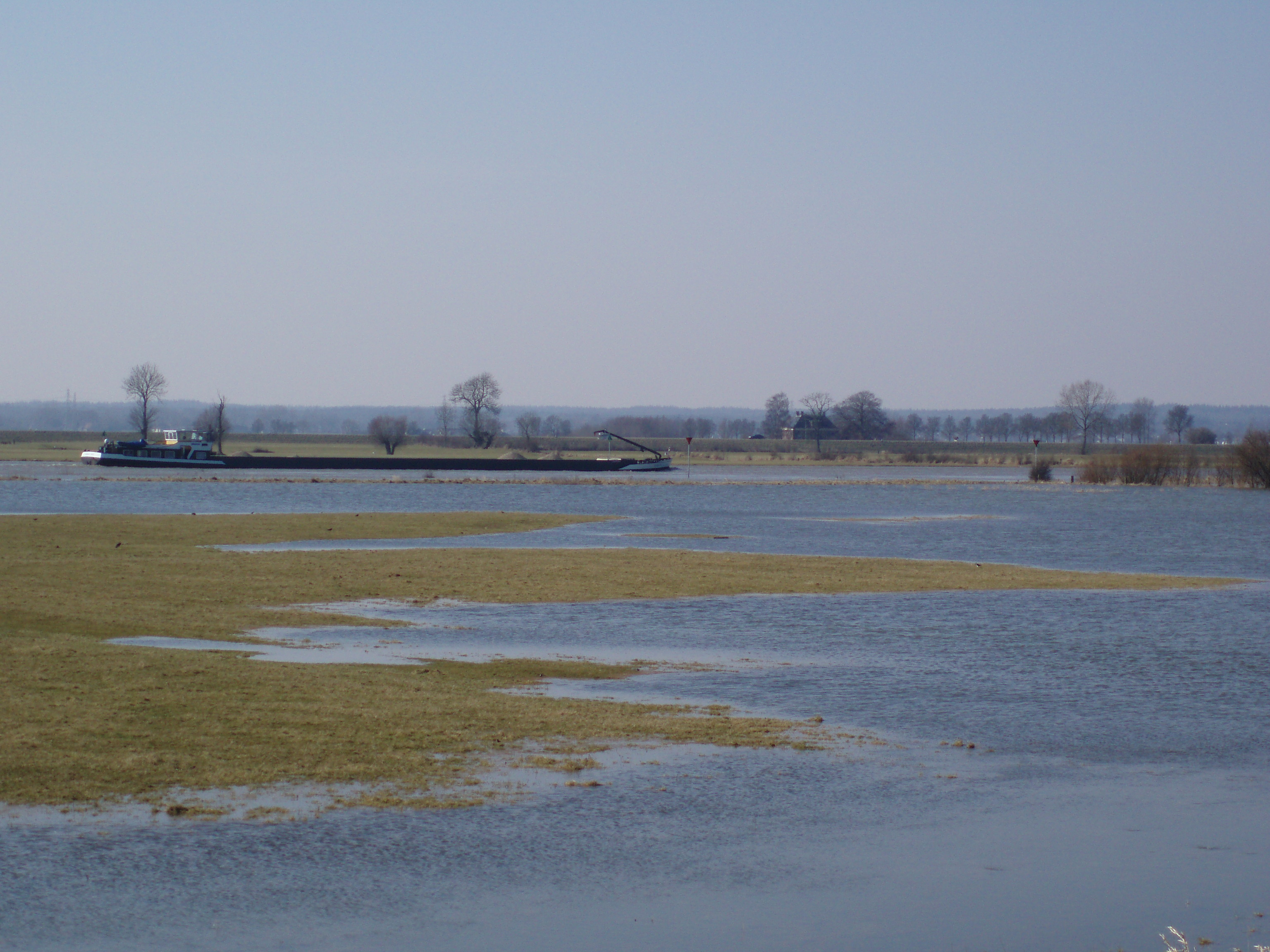
O Ĳssel entre Olst e Wijhe
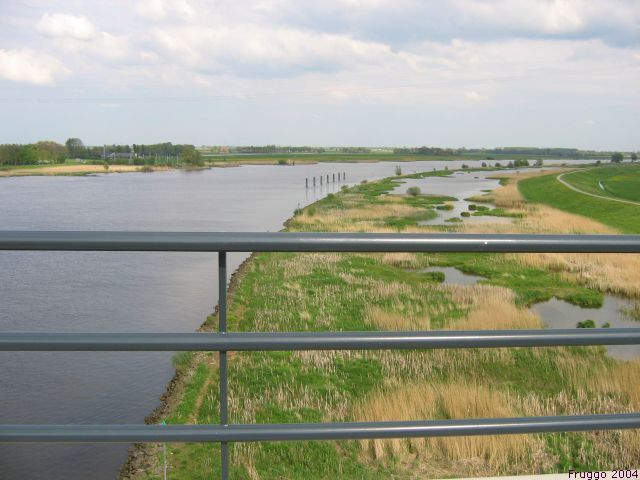
O Ĳssel em Kampen